# Ilhas Virgens Americanas nos Jogos Olímpicos de Verão de 1984
As Ilhas Virgens Americanas competiram nos Jogos Olímpicos de Verão de 1984 em Los Angeles, Estados Unidos.  O país voltou aos Jogos Olímpicos após aderir ao boicote aos Jogos Olímpicos de Verão de 1980.

## Resultados por Evento

### Atletismo
400 m masculino
- Dean Greenaway
  - Eliminatórias — 47.33 (→ não avançou)

Maratona masculina
- Marlon Williams — 2:46:50 (→ 75° lugar)

Salto com vara masculino
- John Morrisette
  - Classificatória — 5.20m (→ não avançou)

### Natação
100 m masculino
- Erik Rosskopf
  - Eliminatórias — 54.80 (→ não avançou, 47° lugar)

- Collier Woolard
  - Eliminatórias — 55.67 (→ não avançou, 53° lugar)

200 m livre masculino
- Scott Newkirk
  - Eliminatórias — 1:57.74 (→ não avançou, 41° lugar)

- Erik Rosskopf
  - Eliminatórias — 2:02.04 (→ não avançou, 45° lugar)

400 m livre masculino
- Scott Newkirk
  - Eliminatórias — 4:13.11 (→ não avançou, 33° lugar)

1.500 m livre masculino
- Scott Newkirk
  - Eliminatórias — 16:50.55 (→ não avançou, 26° lugar)

100 m costas masculino
- Erik Rosskopf
  - Eliminatórias — 1:03.82 (→ não avançou, 37° lugar)

- Collier Woolard
  - Eliminatórias — 1:06.86 (→ não avançou, 41° lugar)

100 m peito masculino
- Harrell Woolard
  - Eliminatórias — 1:11.17 (→ não avançou, 45° lugar)

- Brian Farlow
  - Eliminatórias — 1:11.27 (→ não avançou, 46° lugar)

200 m peito masculino
- Brian Farlow
  - Eliminatórias — 2:37.87 (→ não avançou, 43° lugar)

- Harrell Woolard
  - Eliminatórias — 2:45.68 (→ não avançou, 44° lugar)

200 m medley masculino
- Brian Farlow
  - Eliminatórias — 2:20.53 (→ não avançou, 35° lugar)

- Harrell Woolard
  - Eliminatórias — 2:27.51 (→ não avançou, 40° lugar)

400 m medley masculino
- Scott Newkirk
  - Eliminatórias — 4:48.15 (→ não avançou, 17° lugar)

Revezamento 4x100 m livre masculino
- Erik Rosskopf, Brian Farlow, Collier Woolard, e Scott Newkirk
  - Eliminatórias — 3:43.49 (→ não avançou, 20° lugar)

Revezamento 4x100 m medley masculino
- Erik Rosskopf, Harrell Woolard, Scott Newkirk, e Collier Woolard
  - Eliminatórias — 4:16.18 (→ não avançou, 18° lugar)

100 m livre feminino
- Shelley Cramer
  - Eliminatórias — 1:00.65 (→ não avançou, 29° lugar)

200 m borboleta feminino
- Shelley Cramer
  - Eliminatórias — 2:22.39 (→ não avançou, 24° lugar)

- Jodie Lawaetz
  - Eliminatórias — 2:25.58 (→ não avançou, 29° lugar)